# IntelliJ IDEA

Podpowiadanie nazw pól przy tworzeniu nowego obiektu w języku Kotlin

IntelliJ IDEA – komercyjne zintegrowane środowisko programistyczne napisane w języku Java do tworzenia oprogramowania. Zostało stworzone przez firmę JetBrains.

## Historia
Pierwsza wersja IntelliJ IDEA pojawiła się w styczniu 2001 roku jako pierwszy IDE Javy ze zbiorem narzędzi do refaktoringu, które umożliwiały programistom szybkie zmiany w ich projektach.

## Najważniejsze funkcje
Wersja IDEA (12.0) zawiera szybszy kompilator, wsparcie Java 8, narzędzie projektowania interfejsów dla Androida, wsparcie frameworka Play 2.0 dla Javy i Scala oraz nowy design.
Obsługiwane języki:
- Java
- JavaScript
- CoffeeScript
- HTML/XHTML/CSS
- XML/XSL
- ActionScript/MXML
- Python
- Ruby/JRuby
- Groovy
- SQL
- PHP
- Scala[2]
- Clojure[3]
- JavaFX 1[4]
- Dart[5]
- Haxe[6]
- Kotlin[7]
- TypoScript[8]
- Perl[9]

Obsługiwane technologie i frameworki: JSP, JSF, EJB, AJAX, Google Web Toolkit, Struts, Struts 2, JBoss, JUnit, JBehave, Spring, Hibernate/JPA, Web Services, Ruby on Rails, Grails, Java ME MIDP/ CLDC, OSGi, Android, Tapestry, Google App Engine, FreeMarker, Velocity, Django, Play.
Obsługiwane serwery aplikacji: GlassFish, JBoss, Tomcat, Jetty, WebLogic, WebSphere, Geronimo
IDEA zapewnia również inne funkcjonalności, takie jak integracja z narzędziami deweloperskimi open source takimi jak Git, CVS, SVN, Apache Ant, Apache Maven, JUnit i TestNG. Istnieje również wiele pluginów rozszerzających tę listę jak i rozbudowujące inne aspekty oprogramowania.

## Wersja testowa i społecznościowa
JetBrains zapewnia pełnofunkcjonalną 30 dniową wersję komercyjnego wydania aplikacji do przetestowania. Oferuje również wersję społecznościową (open source) za darmo, jednak bez niektórych funkcji (m.in. nie wspiera technologii Java Enterprise, języków skryptowych, tworzenia aplikacji dla urządzeń mobilnych oraz nie ma wsparcia technicznego).